# Englische Badmintonmeisterschaft 1995
Die Englische Badmintonmeisterschaft 1995 fand vom 10. bis zum 12. Februar 1995 im Norwich Sports Village in Norwich statt. Es war die 32. Austragung der nationalen Titelkämpfe von England im Badminton.	

## Titelträger
| Disziplin    | Gold                         | Silber                      |
| ------------ | ---------------------------- | --------------------------- |
| Herreneinzel | Anders Nielsen               | Darren Hall                 |
| Dameneinzel  | Julia Mann                   | Alison Humby                |
| Herrendoppel | Chris Hunt Simon Archer      | Neil Cottrill John Quinn    |
| Damendoppel  | Joanne Wright Julie Bradbury | Nichola Beck Joanne Davies  |
| Mixed        | Nick Ponting Joanne Wright   | Simon Archer Julie Bradbury |

## Finalergebnisse
| Disziplin    | Sieger                       | Finalist                    | Ergebnis          |
| ------------ | ---------------------------- | --------------------------- | ----------------- |
| Herreneinzel | Anders Nielsen               | Darren Hall                 | 15–12, 6–15, 15–8 |
| Dameneinzel  | Julia Mann                   | Alison Humby                | 11–2, 11–6        |
| Herrendoppel | Chris Hunt Simon Archer      | Neil Cottrill John Quinn    | 15–4, 15–8        |
| Damendoppel  | Joanne Wright Julie Bradbury | Nichola Beck Joanne Davies  | 15–3, 15–5        |
| Mixed        | Nick Ponting Joanne Wright   | Simon Archer Julie Bradbury | 15–12, 15–11      |